# Fome de Amor
Fome de Amor é um filme brasileiro do gênero drama de 1968 dirigido por Nélson Pereira dos Santos. Produzido por Herbert Richers (Produções Cinematográficas Herbert Richers) e Paulo Porto, o roteiro é baseado na novela de Guilherme Figueiredo História para se Ouvir de Noite (1964) e é considerado a fita (filme) mais madura da carreira de Nelson: 
uma ilha de modernidade dentro do percurso alegórico destes anos de desbunde, suplantando os ensaios populistas apresentados nas décadas seguintes. (Jose Inácio de Melo Souza)
Com coautoria de Luiz Carlos Ripper, Guilherme Figueiredo e do próprio Nelson, o roteiro aproveita os mesmos personagens do livro (a pianista Mariana, o pintor Felipe, o cego Alfredo Kramer e sua mulher Gisela, o cão de guia, Brutus) e modifica apenas o argumento da história, transformando uma narrativa de fundo espiritual para uma alegoria política.
O filme, que faz parte do importante movimento brasileiro Cinema Novo, retrata a falência de uma perspectiva revolucionária na América Latina, onde no universo de uma ilha vivem Alfredo (Paulo Porto), um homem cego e surdo-mudo ligado ao tráfico de armas para a revolução internacional e sua mulher, Ulla (Leila Diniz). O isolamento do casal é quebrado com a chegada de Felipe (Arduino Colassanti) e Marina (Irene Stefânia), os recém-casados que decidem sair de Nova Iorque para morar na Ilha. Felipe teria ligações com revolucionários latino-americanos nos Estados Unidos, mas revela-se, na verdade, apenas um oportunista. Marina, que no livro era uma pianista clássica, envolve-se com o golpista, enquanto faz pesquisas para música eletrônica. Entre os dois casais, então, passa a surgir uma relação de ódio, paixão e sexo.
Para Ismail Xavier, considerado um dos mais importantes pesquisadores do cinema brasileiro, Fome de Amor é um dos filmes que se posicionaram contra o golpe de 1964. No texto O Cinema Brasileiro Moderno de 1995, Ismail cita obras dos autores Paulo Cesar Saraceni, Glauber Rocha, Mário Fiorani, Cacá Diegues, Gustavo Dahl e Nelson Pereira dos Santos como obras que desenvolvem uma autoanálise do intelectual em sua representação da experiência da derrota. Ao mesmo tempo, o espaço urbano e as questões de identidade na esfera da mídia ganham maior relevância.
As filmagens foram realizadas em julho de 1967, em Angra dos Reis (Rio de Janeiro), e o lançamento oficial do filme só aconteceu no mesmo mês do ano seguinte, julho de 1968. Enquanto o produtor Richers declarava que o filme não conseguiu se pagar, ou seja, os lucros não foram suficientes para cobrir os gastos de realização, Paulo Porto recordava as vendas do filme para a Alemanha, televisões e relançamentos no país.
Para a realização da obra foi necessário a ajuda da Prefeitura Municipal de Angra dos Reis, da extinta empresa de transporte aéreo Varig (Nova Iorque), da Associação Comercial com Angra Turismo Hotel e Capitania dos Portos de Angra dos Reis, do financiamento da Comissão de Auxílio à Indústria Cinematográfica (CAIC) e do Banco Nacional de Minas Gerais, com colaboração especial do Banco da Lavoura de Minas Gerais.
Gravado originalmente em 35mm, o filme foi restaurado em 2007 pelo Laboratório Cinematográfico Labo Cine do Brasil, principal laboratório de processamento de filmes no Brasil cujo encerrou suas atividades em 2015 devido à perda de faturamento, com o apoio da Prefeitura do Rio de Janeiro, através do Programa Petrobrás Cultural.

## Elenco
- Arduíno Colassanti como Felipe
- Leila Diniz como Ulla
- Paulo Porto como Alfredo
- Irene Stefânia como Mariana
- Manfredo Colassanti
- Olga Danitch
- Neville de Almeida
- Márcia Rodrigues
- Lia Rossi

## Prêmios e indicações
| Ano  | Prêmio                                                       | Categoria              | Nomeações                 | Resultado |
| ---- | ------------------------------------------------------------ | ---------------------- | ------------------------- | --------- |
| 1968 | IV Festival de Brasília                                      | Melhor Atriz           | Irene Stefânia            | Venceu    |
| 1968 | IV Festival de Brasília                                      | Melhor Fotografia      | Dib Lutfi                 | Venceu    |
| 1968 | IV Festival de Brasília                                      | Melhor Música Original | Guilherme Magalhães Vaz   | Venceu    |
| 1968 | XVIII Festival de Berlim                                     | Urso de Ouro           | Melhor Filme              | Indicado  |
| 1968 | I Festival do Cinema Brasileiro de Belo Horizonte            |                        | Melhor Filme              | Venceu    |
| 1968 | Air France de Cinema                                         | Melhor Atriz           | Irene Stefânia            | Venceu    |
| 1968 | Air France de Cinema                                         | Melhor Diretor         | Nelson Pereira dos Santos | Venceu    |
| 1968 | Museu da Imagem e do Som do Rio de Janeiro                   | Golfinho de Ouro       | Nelson Pereira dos Santos | Venceu    |
| 1968 | INC                                                          | Melhor Atriz           | Irene Stefânia            | Venceu    |
| 1985 | International Film Festival Rotterdam                        |                        |                           |           |
| 2016 | Rio de Janeiro International Film Festival (Festival do Rio) |                        |                           |           |